# 中華民國—尼加拉瓜關係
中華民國與尼加拉瓜共和國在1930—1985年、1990—2021年有官方外交關係，由總領事、公使級一路升格為大使級外交關係，但奧蒂嘉上台後1985年底雙方曾斷交，於1990年復交，使得當時中美洲統合體八國均為中華民國友邦直至2007年哥斯大黎加斷交後才再次被突破；2021年12月，第二次斷交，尼加拉瓜的轉向使得中華民國在中美洲的友邦自此僅剩三國，首次少於中華人民共和國的四國。斷交後，目前沒有在對方首都互設具大使館功能的代表機構。對尼加拉瓜的相關事務由中華民國駐瓜地馬拉共和國大使館兼轄。

## 歷史

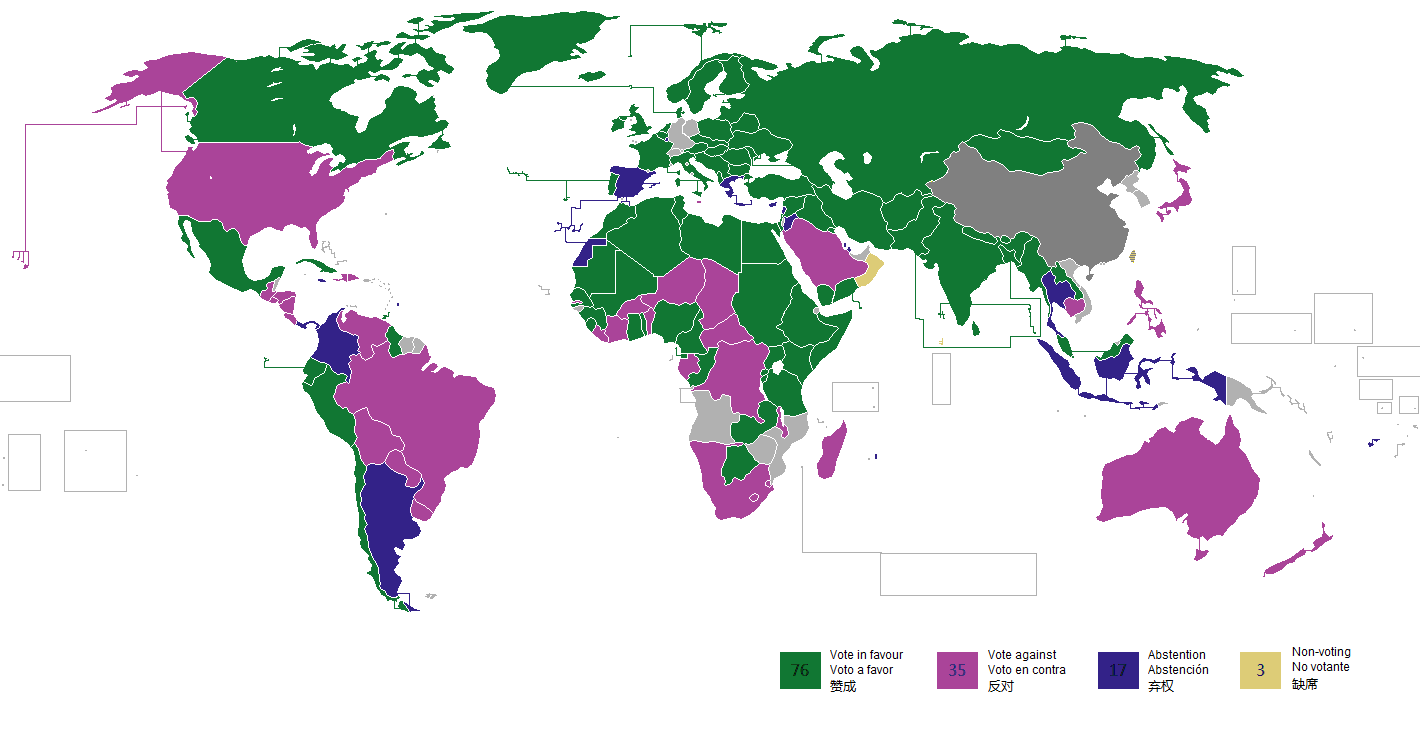
紫色國家表示在1971年的投票中就《聯合國大會2758號決議》反對者，其中包括尼加拉瓜。

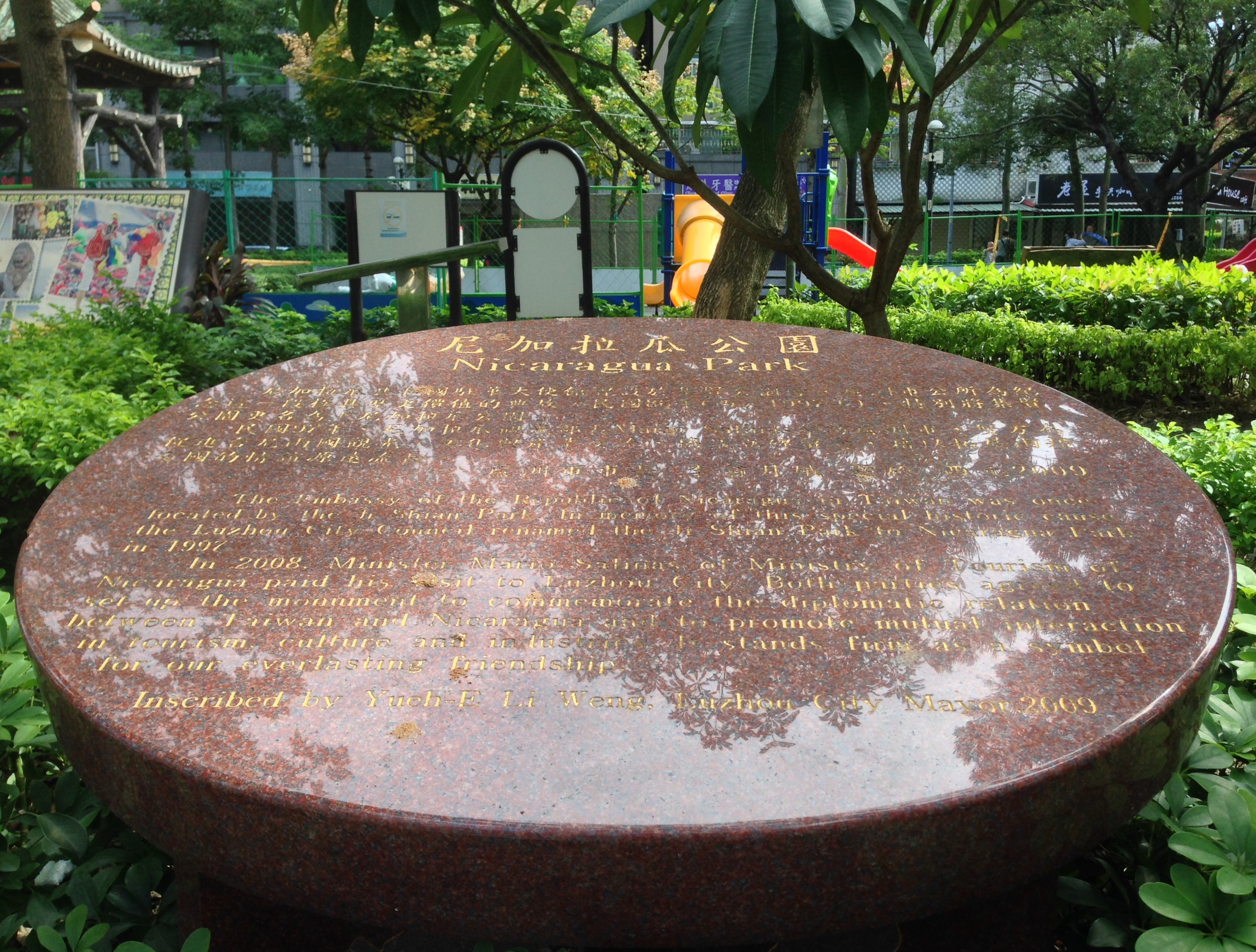
新北市蘆洲區尼加拉瓜公園紀念碑

- 1930年5月，中華民國政府設「駐尼加拉瓜共和國總領事館」，由駐巴拿馬公使館兼管[2]。
- 1932年6月14日設專館，並更名為「駐馬拿瓜總領事館」[2]。
- 1934年11月，尼加拉瓜副总统愛司畢諾加（英语：Rodolfo Espinosa Ramírez）抵达南京访问[3]。
- 1949年中華民國政府遷台後，由於尼加拉瓜由反共的蘇慕薩家族執政，故雙方仍維持外交關係。
- 1955年5月18日，中華民國政府將總領事館改為公使館[2]。
- 1960年，尼加拉瓜派任首位駐中華民國兼任公使[2]。
- 1961年，尼加拉瓜總統特使安納斯塔西奧·索摩查·德瓦伊萊抵台訪問[4]。
- 1962年9月20日，中華民國政府將公使館升格為大使館[2]。
- 1966年，尼加拉瓜政府將駐中華民國兼任公使升格為兼任大使[2]。
- 1971年10月25日，尼加拉瓜在聯合國大會上支持中華民國保有聯合國內的「中國」席位。
- 1974年，尼加拉瓜總統安納斯塔西奧·索摩查·德瓦伊萊抵台訪問，獲得副總統嚴家淦[5]、行政院長蔣經國的接見。
- 1985年12月7日，因中華民國政府在尼加拉瓜革命暗中支持反奧蒂嘉的前政府軍，致使奧蒂嘉政府承認中華人民共和國政府，雙方中止外交關係。
- 1990年11月5日，查莫羅政府上台後，再度承認中華民國政府，雙方恢復邦交。11月9日，中華人民共和國政府宣布中止外交關係。11月13日，中華民國政府恢復設立大使館。
- 1991年，尼加拉瓜設立駐華大使館。
- 2021年12月9日，奧蒂嘉政府发表声明，承认中华人民共和国政府是中国唯一合法政府，台湾是中国领土不可分割的一部分，即日起與中華民國斷絕外交關係[6]，并要求使馆人员于23日前撤出尼加拉瓜[7]。同日（台北時間12月10日），中華民國外交部也宣布與尼加拉瓜斷交，全面停止雙邊合作及援助計畫，撤離大使館及技術團人員[8]。中華民國政府臨走前，将位于尼加拉瓜首都马那瓜的大使館馆处捐赠给天主教馬拿瓜總教區，但很快奧蒂嘉政府將大使館移交給中華人民共和國。中華民國外交部發表強烈譴責聲明，直指尼加拉瓜「破壞國際秩序」[9][10]。

## 高層互訪

### 尼加拉瓜訪中華民國團（1990年11月後）
| 國家元首                                          |                                         |               |
| 總統 （Violeta Barrios Torres de Chamorro）       | 1992年3月 1996年5月                     |               |
| 總統 （José Arnoldo Alemán Lacayo）               | 1997年8月 1999年9月 2000年5月 2001年7月 | [ 11 ]        |
| 總統 （Enrique Nicolas Bolaños Geyer）            | 2002年5月 2003年8月 2004年5月           |               |
| 副元首                                            |                                         |               |
| 副總統 （Enrique Nicolas Bolaños Geyer）          | 1997年4月                               | [ 12 ]        |
| 副總統里索 （José Rizo Castellón）                | 2002年11月 2003年9月                    | [ 13 ] [ 14 ] |
| 國會首長                                          |                                         |               |
| 議長古斯曼 （Luis Humberto Guzman）               | 1994年9月                               |               |
| 議長努內斯 （Santos René Nunez Téllez）           | 2007年7月 2011年7月 2014年10月          |               |
| 司法首長                                          |                                         |               |
| 最高法院院長德瑞荷斯 （Orlando Trejos Somarriba） | 1991年10月                              | [ 15 ]        |

### 中華民國訪尼加拉瓜團（1990月11月後）
| 國家元首         |                                         |          |
| 總統李登輝       | 1994年5月                               |          |
| 總統陳水扁       | 2000年8月 2005年9月 2007年1月 2007年8月 |          |
| 總統馬英九       | 2009年6月 2015年7月                     |          |
| 總統蔡英文       | 2017年1月                               |          |
| 行政首長         |                                         |          |
| 行政院院長連戰   | 1997年1月                               | 兼副總統 |
| 行政院院長游錫堃 | 2004年8月                               |          |
| 司法首長         |                                         |          |
| 司法院院長賴英照 | 2009年3月                               |          |

## 兩國合作項目

### 有關兩國政府間簽署合作協定或備忘錄
| 日期           | 協定名稱                                                                           | 備註     |
| -------------- | ---------------------------------------------------------------------------------- | -------- |
| 1961年4月25日  | 《文化專約》                                                                       |          |
| 1964年10月30日 | 《貿易協定》                                                                       |          |
| 1971年10月29日 | 《農業技術合作協定》                                                               |          |
| 1976年3月19日  | 《農業技術合作基本協定》                                                           |          |
| 1980年8月12日  | 《商務協定》                                                                       |          |
| 1992年3月6日   | 《合作協定》                                                                       |          |
| 1992年3月6日   | 《文化、教育暨新聞合作協定》                                                       |          |
| 1992年3月6日   | 《農牧技術合作協定》                                                               |          |
| 1992年7月29日  | 《投資保證協定》                                                                   | [ 註 2 ] |
| 1992年7月29日  | 《中華民國經濟部與尼加拉瓜共和國經濟暨發展部間技術合作備忘錄》                     |          |
| 1996年6月28日  | 《合作建立尼國郵政劃撥制度備忘錄》                                                 |          |
| 1997年8月8日   | 《新聞交流協定》                                                                   |          |
| 1997年8月9日   | 《關於為促進觀光、經貿、投資暨人文交流支出境互惠便利協定》                         |          |
| 1997年9月13日  | 《中華民國與瓜地馬拉、薩爾瓦多、宏都拉斯、尼加拉瓜及哥斯大黎加共和國經濟合作協定》 | [ 註 3 ] |
| 1998年5月29日  | 《促進相互研習各屬語言文化及外交實務合作瞭解備忘錄》                               |          |
| 1998年7月22日  | 《中華民國審計部與尼加拉瓜共和國審計總署合作協定》                                 |          |
| 1999年7月30日  | 《派遣國際合作發展基金會志工協定》                                                 |          |
| 2003年3月13日  | 《發展及保護智慧財產權雙邊協定》                                                   |          |
| 2006年5月19日  | 《禽流感疫情交換合作瞭解備忘錄》                                                   |          |
| 2006年6月16日  | 《中華民國(臺灣)與尼加拉瓜共和國自由貿易協定》                                     | [ 註 4 ] |
| 2010年9月29日  | 《衛星影像暨地理資訊系統技術合作協定》                                             | [ 註 5 ] |
| 2014年7月24日  | 《關於防制洗錢及資助恐怖主義與大規模毀滅性武器擴散犯罪合作協定》                   |          |
| 2014年10月27日 | 《技術合作框架協定》                                                               | [ 註 6 ] |
| 2016年2月18日  | 《航空服務協定》                                                                   |          |
| 2018年9月12日  | 《免除外國公文書重複驗證協定》                                                     |          |
| 2020年10月13日 | 《國際快捷郵件標準協議》                                                           |          |

## 兩國貿易
2020年尼加拉瓜是中華民國第72名貿易伙伴，兩國貿易額166,502,603美元，其中中華民國對尼加拉瓜出口22,944,745美元，是第104大出口國，進口143,557,858美元，是第57大進口國，與2019年貿易額相比貿易總額增加約14.11%、出口增加約13.30%、進口增加約14.25%。
- 主要出口項目：白米、其他材料製針織品、含聚酯加工絲梭織物、含尼龍絲梭織物、聚丙烯、塑膠拉鍊、其他含糖飲料、隨身碟及記憶卡、其他車燈、縫紉機零件等。[20]
- 主要進口項目：冷凍白蝦、冷凍牛腩牛腱、粗糖、精糖、冷凍龍蝦、咖啡生豆、乾海參、鋼鐵廢料、冷凍牛雜、冷凍牛肚等。[20]

## 旅遊

### 簽證

持中華民國護照的中華民國公民可以免簽證的方式入境尼加拉瓜。

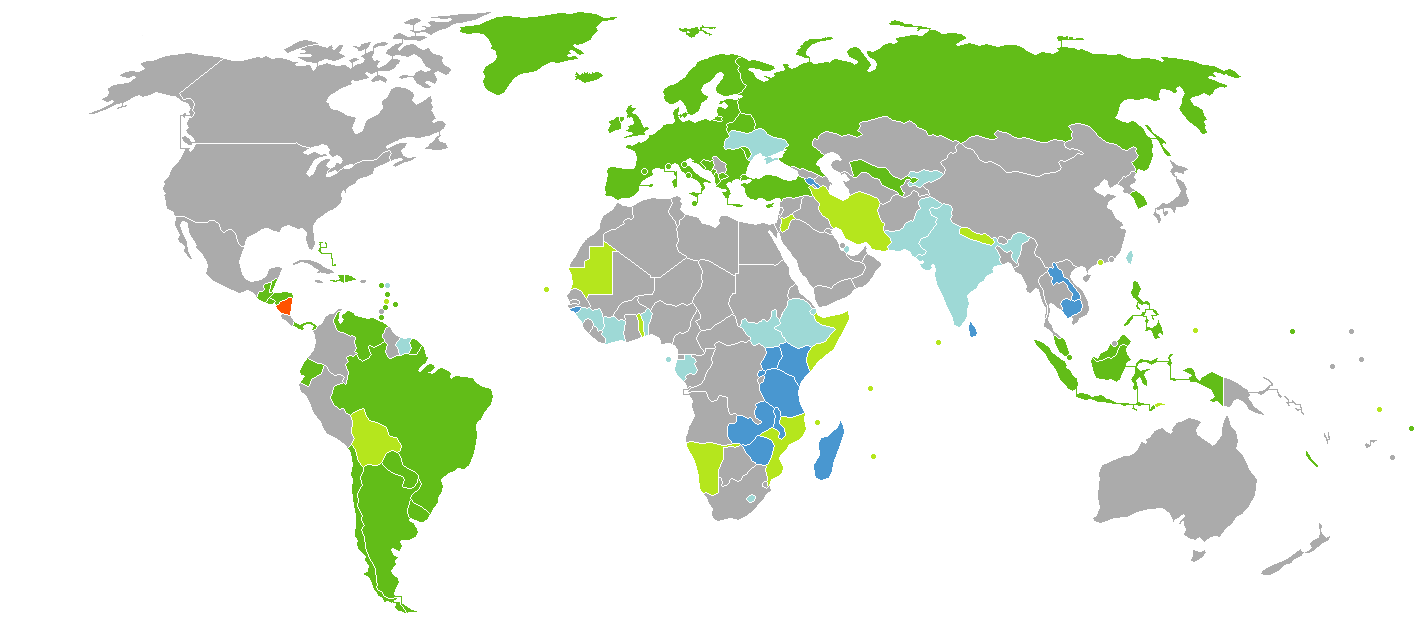
持尼加拉瓜護照的尼加拉瓜公民可以免簽證的方式入境中華民國。

- 持有中華民國護照的中華民國公民享有90天免簽證，在入境移民關時只須購買觀光卡(每份10美元)，即可停留。中美洲薩爾瓦多、瓜地馬拉、尼加拉瓜及宏都拉斯四國簽署之單一簽證協定自2007年10月25日生效，即由該四國任何一國所核發之簽證將適用於自由進出該四國。[21][22]
- 持尼加拉瓜護照（英语：Nicaraguan passport）的尼加拉瓜公民（英语：Demographics of Nicaragua）可以免簽證的方式入境中華民國90日。[23]

### 航空客運
- 兩國目前無直航班機，來往尼加拉瓜之客運航線有以下方式：

1.搭乘飛往休士頓-喬治·布希班機。

2.轉機即可到達馬納瓜-奥古斯托·塞萨尔·桑地诺国际机场。

＊上述目的地國際機場為鄰近該國首都或該國最主要樞紐機場，若要前往該國其他國際機場或國內線機場詳見尼加拉瓜機場。

## 外部連結
- 中華民國外交部尼加拉瓜共和國簡介 （页面存档备份，存于）（繁體中文）